# Kisás
Kisás (arabsky قصاص‎‎, DMG qiṣāṣ) označuje princip islámského práva šaría, který upravuje právo na odplatu za zabití a v případě zranění. Vychází z principu krevní msty (krev vykoupí jenom krev) a principu, že odplata má být stejná, jako škoda (lex talionis).
Výchozím pramenem principu je verš 178 druhé súry (podle Hrbka, který kisás překládá jako „krevní msta“): „Vám, kteří věříte, jest předepsán zákon krevní msty za zabití: muž svobodný za muže svobodného, otrok za otroka, žena za ženu. A bude-li komu sleveno něco bratrem jeho, pak nechť následován je zvyk uznaný a budiž zaplacení přijato s dobrou vůlí. A toto je ulehčení a milost od Pána vašeho; kdo pak přestoupí toto nařízení, tomu dostane se trestu bolestného.“ Zejména hadísy upravují kisás v případě zranění a jiné případy.
V druhé části verše 178 („A bude-li komu sleveno něco bratrem jeho, pak nechť následován je zvyk uznaný a budiž zaplacení přijato s dobrou vůlí.“) je již naznačen související princip krevních peněz, těm se v islámském právu říká dijja.